# Stazione meteorologica di Pescara Centro
La stazione meteorologica di Pescara Centro è la stazione meteorologica di riferimento per l'area urbana della città di Pescara.

## Coordinate geografiche
La stazione meteorologica si trova nell'area climatica dell'Italia centrale, in cui è compreso l'intero territorio regionale dell'Abruzzo, nell'area urbana del comune di Pescara, a 2 metri s.l.m. e alle coordinate geografiche 42°28′N 14°13′E.

## Dati climatologici
In base alla media trentennale di riferimento 1961-1990, la temperatura media del mese più freddo, gennaio, si attesta a +6,5 °C circa; quella del mese più caldo, luglio, è di +23,5 °C.
Le precipitazioni non raggiungono i 700 mm annui e presentano un minimo contenuto in luglio e un massimo nel cuore dell'autunno.
| Pescara Centro      | Mesi | Mesi | Mesi | Mesi | Mesi | Mesi | Mesi | Mesi | Mesi | Mesi | Mesi | Mesi | Stagioni | Stagioni | Stagioni | Stagioni | Anno |
| Pescara Centro      | Gen  | Feb  | Mar  | Apr  | Mag  | Giu  | Lug  | Ago  | Set  | Ott  | Nov  | Dic  | Inv      | Pri      | Est      | Aut      | Anno |
| ------------------- | ---- | ---- | ---- | ---- | ---- | ---- | ---- | ---- | ---- | ---- | ---- | ---- | -------- | -------- | -------- | -------- | ---- |
| T. max. media (°C)  | 9,8  | 11,2 | 13,2 | 16,9 | 21,2 | 25,6 | 28,5 | 28,4 | 25,0 | 20,1 | 15,4 | 12,2 | 11,1     | 17,1     | 27,5     | 20,2     | 19,0 |
| T. min. media (°C)  | 3,1  | 3,5  | 5,4  | 8,2  | 12,0 | 16,1 | 18,4 | 18,3 | 15,8 | 12,2 | 8,7  | 5,1  | 3,9      | 8,5      | 17,6     | 12,2     | 10,6 |
| Precipitazioni (mm) | 67   | 47   | 59   | 61   | 42   | 42   | 33   | 54   | 63   | 81   | 71   | 71   | 185      | 162      | 129      | 215      | 691  |
| Giorni di pioggia   | 10   | 7    | 8    | 9    | 4    | 4    | 3    | 4    | 6    | 12   | 5    | 6    | 23       | 21       | 11       | 23       | 78   |